# Jiří Studeník
Jiří Studeník (* 23. března 1966) je bývalý fotbalista, záložník.

## Fotbalová kariéra
Odchovanec TJ Sokol Újezdec-Těšov a Spartaku Uherský Brod. Ligu hrál za Spartu Praha, FK Švarc Benešov, Viktorii Plzeň, FC Slovan Liberec, SK Hradec Králové a SFC Opava. V lize odehrál 146 utkání a dal 5 gólů. Se Spartou získal roku 1991 mistrovský titul.